# Enrique Morente
Enrique Morente Cotelo (Granada, 25 dicembre 1942 – Madrid, 13 dicembre 2010) è stato un cantante spagnolo di flamenco.

## Biografia
Nato a Granada, si è trasferito a 18 anni a Madrid, dove era conosciuto come Enrique El Grananino. Nella capitale spagnola ha collaborato con diversi importanti esponenti del flamenco: Pepe de la Matrona, Bernardo El de Los Lobitos, Manolo de Huelva e altri.
Nel 1960 diventa musicista professionista e inizia un lungo percorso caratterizzato sia da creatività artistica che da aperture sociali, ossia rivolte ad altre tradizioni musicali.
Rinnovò il mondo del flamenco spagnolo a partire dalla registrazione di Homenaje Flamenco a Miguel Hernandez. Nella seconda metà degli anni '60 ha collaborato alla messa in scena de La Celestina con Antonio Robledo e la moglie Susana Audeoud. Negli anni '80 e '90 è stato molto attivo a teatro e nel campo del balletto, collaborando con importanti registi e coreografi madrileni.
Ha composto musiche per Martin Recuerda, Jose Luis Borau e altri. Nel 2005 ha ricevuto la Medalla de Andalucia e nel 2006 la Medalla de Oro al Merito en Bellas Artes.
Morì il 13 dicembre 2010, pochi giorni prima del suo 68º compleanno dopo che era entrato in coma tre giorni prima a seguito di un'emorragia mentre era ricoverato per un cancro all'esofago presso la Clínica de la Luz de Madrid.

## Discografia parziale
- Cante flamenco (Hispavox, 1967), ristampato nel 2000
- Cantes antiguos del flamenco (Hispavox, 1969)
- Homenaje flamenco a Miguel Hernández (Hispavox, 1971), ristampato nel 2000
- Se hace camino al andar (Hispavox, 1975)
- Homenaje a Don Antonio Chacón (Hispavox, 1977), ristampato nel 2000
- Despegando (CBS, 1977)
- Sacromonte (Zafiro, 1982)
- Cruz y Luna (Zafiro, 1983)
- Esencias Flamencas (Auvidis, 1988)
- Morente - Sabicas (Ariola, 1990)
- Enrique Morente en la Casa Museo de Federico García Lorca de Fuentevaqueros (Diputación Provincial de Granada / Big Bang, 1990)
- Misa flamenca (Ariola, 1991)
- Negra, SI tú supieras (Nuevos Medios, 1992)
- Alegro, Soleá y Fantasía del Cante Jondo (Discos Probéticos, 1995)
- Omega (El Europeo, 1996)
- Morente - Lorca (Virgin-Chewaca, 1998)
- El Pequeño Reloj (Virgin, 2003)
- Morente Sueña la Alhambra (Virgin-EMI, 2005)
- Pablo de Málaga (Caimán, 2008)